# 소라치 히데아키
소라치 히데아키(일본어: 空知英秋, 1979년 5월 25일 ~ )는 일본의 남성 만화가이다. 홋카이도 출신이다. 슈에이샤의 소년 만화 잡지인 주간 소년 점프에서 활동하고 있다. 필명에서 성인 소라치(空知)는 홋카이도 행정구역인 소라치 지청(空知支庁) 및 그 지방에서 따왔고, 이름은 본명에서 따왔다.

## 경력
2002년 주간 소년 점프에서 '댄디라이언'(だんでらいおん, 민들레를 뜻함)으로 데뷔하여 2003년에 같은 잡지에 '하얀 까마귀'(しろくろ)를 개제했다. 사실 '댄디라이언'과 '하얀 까마귀'의 사이에 또 하나의 작품도 그렸으나 나오지 않았다. 2004년에 은혼을 처음 발표할 당시, 편집부와 담당 기자는 그다지 개성 없는 그림체 때문에 '약육 강식의 세계인 주간 소년 점프 안에서 살아 남지 못할 것이다'라고 생각하였다고 한다. 게다가 연재 시작에서 10주가 지났을 때 연재 순서가 뒤로 밀리는 바람에 연재 중단의 위기를 맞았다. 그러나 작가의 말에 따르면 제11화부터 인기가 서서히 상승해 《데스노트》 1권과 함께 발매된 단행본 1권이 발매일에 매진되어 입수하기 어렵게 되었다고 한다. 그 후 독특한 개그 센스를 인정받고 캐릭터의 인기가 증가하여, 2008년 기준으로는 소년 점프의 상위 게재 순서를 지키고 있는 인기작의 하나가 되었다. 점프 스퀘어 2008년 3월호에 단편 '13(Thirteen)'을 게재하였다.

## 작화 및 발언
- '은혼'의 컨셉은 '신센구미 붐에 편승해라'라는 담당 기자의 한 마디로 결정했다고 한다. 소라치는 사실은 '해리 포터'처럼 학원물의 마법사 만화를 그리고 싶었다'라고 했다.[3]
- 인정적인 묘사, 독자와 같은 시선에 서는 인물 제작이 인기로, '댄디라이언'은 중학생이 무대 작품으로 제작했다.[3] '여기는 카츠시카구 카메아리 공원 앞 파출소'의 특별 단행본 '초 코치카메'에서 소라치가 투고한 작품에는, 3인조로 애니메이션 감독이 같다는 점에 착안해 닮은 점이 있다는 화제가 있었다.
- 아카마루 점프의 인터뷰[4]에서는 '은혼을 30권 쯤에서 끝내고 싶다'라는 발언을 했다.

## 인물
- 소라치 자신의 모습을 타케다 테츠야와 닮았다는 의견이 있다. 점프 잡지의 자화상은 고릴라 모습이다.
- 가족 중에서 누나한테 큰 소리를 치지 못한다. '여행 자금을 달라'라는 내용의 편지를 보낸 적도 있다.
- 집에서 기르는 개 이름은 '채피'(チャッピー)이다.
- 어렸을 때 소년 점프를 별로 좋아하지 않았다.
- 어시스턴트에 따르면 소라치는 골초로 담배를 하루에 60개(3갑)을 피운다고 한다. 휴일에는 소극적이고, 금연초를 피워 봤으나 결국 실패로 끝난 것 같다.
- 자택(맨션)에서 만화를 그리고 있을 때에 다른 집에서 '중국인 여자를 집에 데려 왔다'라는 소문이 돌아, '시끄럽다' 등의 요청을 듣게 되어, 18권에서 사과의 말을 전했다. 관리인한테 주위의 요청을 들었을 때, 늦잠을 잔 본인은 그 중국인 여자를 은혼에 등장하는 차이나 드레스의 소녀인 카구라라고 제멋대로 이해하고 말았다.
- 은혼 애니메이션판에서 주인공인 사카타 긴토키 역을 하고 있는 스기타 토모카즈와 대면할 때, 애니메이션 얘기는 거의 하지 않고 타시로 마사시의 이야기를 했다고 한다.
- 은혼의 영향으로 토야코(洞爺湖)의 '에치고야'(越後屋)라고 하는 기념품점에서 '목검에 토야코라고 새기고 싶다'라는 손님들이 늘어 매상이 늘었다.

 소라치 자신은 수학 여행에서 토야코로 간 적이 있으나, 그 당시에 목검을 사지 않아서 후에 토야코의 기념품점에 기증했다. 또 그 당시에 목검을 산 친구 때문에 웃어 버렸다고 한다.

## 작품 목록
- 댄디라이언(だんでらいおん)(2002년, 주간 소년 점프 및 은혼 단행본 1권에 수록)
- 사무라이더(侍駄-サムライダー, 담당 기자인 오오니시 코헤이(大西恒平)의 지적으로 인물 설정 단계에서 끝남. 역시 1권에 수록)
- 하얀 까마귀(しろくろ)(2003년, 주간 소년 점프 및 은혼 단행본 2권에 수록)
- 은혼(2004년~, 주간 소년 점프)
  - 단행본(슈에이샤 점프 코믹스) 1~60권(현재)
- 13(Thirteen)(2008년 3월 점프 스퀘어에 게재, 은혼 단행본 24권에 수록)

## 어시스턴트
- 아마노 요이치(天野洋一)
- 니시지마 켄이치(西嶋賢一)
- 시노하라 켄타(篠原健太)
- 나기사와 나오(薙澤なお)
- 사가미 코타(相模恒大)
- 타카하시 히데키(高橋英樹)